# 天祝チベット族自治県
天祝チベット族自治県（てんしゅく-チベットぞく-じちけん）、またはバイリ・チベット族自治県は中華人民共和国甘粛省武威市に位置する自治県。自治県人民政府の所在地は華蔵寺鎮。

## 地理
天祝県は東経102度07分から103度46分、北緯36度31分から37度55分に位置し、南は永登県、東は景泰県、北は涼州区と古浪県、西北は粛南ユグル族自治県、西は青海省門源回族自治県・互助トゥ族自治県・海東市楽都区に隣接する。

## 行政区画
14鎮、5郷を管轄：
- 鎮：華蔵寺鎮、打柴溝鎮、安遠鎮、炭山嶺鎮、哈渓鎮、賽什斯鎮、石門鎮、松山鎮、天堂鎮、朶什鎮、西大灘鎮、抓喜秀竜鎮、大紅溝鎮、祁連鎮
- 郷：東坪郷、賽拉隆郷、東大灘郷、毛蔵郷、旦馬郷

## 2002年の国勢調査における天祝の民族
| 民族         | 人口    | 比率   |
| ------------ | ------- | ------ |
| 漢族         | 139,190 | 62.88% |
| チベット族   | 66,125  | 29.87% |
| トゥ族       | 12,633  | 5.71%  |
| 回族         | 1,986   | 0.9%   |
| モンゴル族   | 961     | 0.43%  |
| 満族         | 213     | 0.1%   |
| ドンシャン族 | 90      | 0.04%  |
| ウイグル族   | 40      | 0.02%  |
| ミャオ族     | 23      | 0.01%  |
| その他       | 86      | 0.04%  |

## 交通

### 鉄道
- 中国国家鉄路集団
  - 蘭張高速鉄道
    - 天祝西駅

  - 蘭新線

（嘉峪関方面）- 打柴溝駅 - 天祝駅 -（蘭州方面）

### 道路
- 高速道路
  - 連霍高速道路
- 国道
  - G312国道